# Gymnopholus acarifer
Gymnopholus acarifer  (лат.) — вид мелких жуков-долгоносиков  рода Gymnopholus из подсемейства Entiminae семейства Curculionidae (Eupholini, Coleoptera). Эндемик острова Новая Гвинея.

## Распространение
Встречаются на острове Новая Гвинея на высотах выше 2 км, в том числе на альпийских лугах на горе Mt Amingwina (3300 m, nr Wau).

## Описание
Среднего размера нелетающие жуки-долгоносики. Длина тела около 3 см; чёрные; верх матовый, низ блестящий. Скутеллюм мелкий. Голова уже пронотума. Проторакс шире своей длины. Усики достигают оснований надкрылий. Надкрылья субпараллельные по бокам. Характерны для тропических влажных и горных лесов. Взрослые жуки питаются листьями молодых деревьев. На надкрыльях отмечены симбиотические грибы, лишайники и орибатидные клещи. От близкого вида Gymnopholus reticulatus отличается более широко раздвинутыми выступами на пронотуме.

## Систематика
Вид был впервые описан в 1966 году и включён в состав подрода Symbiopholus Gressitt, 1966 американским энтомологом Линсли Гресситтом (J. Linsley Gressitt; Гонолулу, Гавайи, США; 1914—1982). Большинство авторов включают вид Gymnopholus acarifer в трибу Eupholini (в составе подсемейства Entiminae).